# Cigaretni papir
Cigaretni papir je vrlo tanak, čvrst nekeljeni papir od bijeljenog lana i konoplje. Međutim, danas se uglavnom traži proizvod sa što više drvne bijeljene sulfatne celuloze. Papir sadrži od 20 do 33% punila u obliku kalcijevog karbonata kako bi sagorijevanje cigareta bilo što potpunije. Gramatura papira iznosi od 12 do 22 g/m2. Propustljivost za zrak bila je ranije razmjerno mala (od 60 do 75 cm3/min kroz površinu 1 cm2), ali se danas zahtijeva da propustljivost bude 3 puta veća.

## Lan i konoplja
Obradom dugačkog vlakna lana ili konoplje alkalnim postupkom na povišenoj temperaturi dobije se polutvorevina s vlakancima duljine od 5 do 50 milimetara. Takav se poluproizvod ne može izravno mljeti u suvremenim konusnim mlinovima, već se radi skraćivanja vlakana melje u holenderu (koritasti mlin). Papir od tako pripremljene sirovine dobro je oblikovan i čvrst, što je važno za izradu kvalitetnog cigaretnog papira. Ranije se ta sirovina upotrebljavala za proizvodnju tankog i neprovidnog biblijskog papira za tiskanje vrlo skupih knjiga.